# Altay
Altay je turecký hlavní bojový tank 4. generace vyvinutý skupinou firem vedenou tureckým výrobcem Otokar pro ozbrojené síly Turecka. Na vývoji tanku se významně podílí jihokorejská zbrojovka Hyundai Rotem a konstrukce typu Altay využívá řadu konstrukčních řešení a technologií nejmodernějšího jihokorejského tanku K2 Black Panther. Umožnily to vynikající vztahy Turecka a Jižní Koreje, pramenící v době Korejské války. Vývoj tanku probíhá od roku 2007. Sériová výroba byla objednána roku 2018. Kromě Turecka tank neobjednala žádná další země, dle zveřejněných informací o něj však mají zájem Pákistán a některé státy Perského zálivu.

## Vývoj

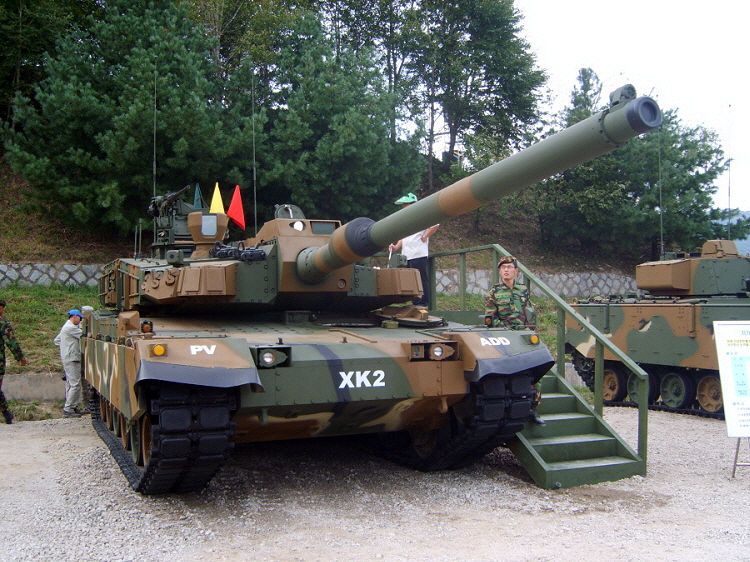
Konstrukce tanku Altay je zčásti odvozena od jihokorejského tanku K2 Black Panther (na snímku)

Vývoj tureckého tanku byl zahájen roku 2007 pod označením MITÜP (Milli Tank Üretim Projesi – Národní projekt výroby tanku). V roce 2008 byla se společností Hyundai Rotem uzavřena dohoda o technické podpoře. Vývoj vedla společnost Otokar. Zapojeny byly také turecké koncerny ASELSAN (systém řízení palby Volkan III, systém velení a řízení), MKEK (hlavní zbraň), ROKETSAN (pancéřování) a Havelsan. Maketa tanku ve skutečné velikosti byla veřejnosti poprvé představena roku 2011 na tureckém veletrhu IDEF 2011. První prototyp tanku byl postaven roku 2012. Později jej doplnily další čtyři prototypy. Na přelomu let 2015–2016 tank úspěšně prošel zkouškami a společnost Otokar avizovala připravenost k zahájení jeho sériové výroby.
V červnu 2017 turecká Kancelář obranného průmyslu (SSB) oznámila přerušení spolupráce s firmou Otokar kvůli nespokojeností s její nabídkou ohledně sériové výroby tanku. V listopadu 2018 tak zakázku na prvních 250 tanků získala společnost BMC. BMC rovněž postaví tankové podpůrné technologické centrum TSTS (Tank Systems Technology Center). Prvních 40 tanků verze Altay T1 bude dodáno do roku 2020. Následovat mají tanky vylepšené verze Altay T2 a výhledově Altay T3 s bezosádkovou věží.
V březnu 2019 byla podepsána dohoda mezi Tureckem a Katarem, který chce zakoupit 100 tanků Altay.
Veřejnosti byl prototyp sériového tanku Altay T1 poprvé představen společností BMC na veletrhu IDEF 2019 v Istanbulu.

## Konstrukce
Altay je konvenčně koncipovaný hlavní bojový tank o hmotnosti 65 tun. Tank má čtyřčlennou posádku v konvenčním uspořádání (velitel, střelec, nabíječ, řidič). Je vyzbrojen 120mm kanónem o délce 55 ráží s hladkým vývrtem hlavně. Jedná se o licenci jihokorejského kanónu vyráběného pro tank K2 (ten je sám licencí od německé zbrojovky Rheinmetall). S kanónem je spřažen 7,62mm kulomet. Na střeše věže je navíc umístěna dálkově ovládaná zbraňová stanice Aselsan STAMP/II s 12,7mm kulometem. Tank pohání německý diesel MTU Friedrichshafen o výkonu 1120 kW (1500 koní). Tanky verze Altay T1 mají být vybaveny aktivním obranným systémem Aselsan Akkor, schopným detekovat ozáření tanku laserovým paprskem a likvidovat přilétající projektily.
Vylepšená verze Altay T2 má pohánět domácí pohonná jednotka (ve vývoji), má mít lepší balistickou ochranu (munice v oddělené pancéřové schránce), přičemž výzbroj se rozšíří o z hlavně odpalované řízené střely.